# O Cometa
O Cometa é uma minissérie brasileira produzida e exibida pela Band de 21 de agosto e 15 de setembro de 1989, às 21h30. Baseada no romance Ídolo de Cedro, de Dirceu Borges, foi escrita por Manoel Carlos, com colaboração de Ricardo de Almeida e sob direção geral de Roberto Vignati. Elogiada pela crítica, venceu o Prêmio APCA de Melhor Minissérie e foi ainda indicada como Melhor Roteirista e Melhor Ator por Strazzer.
Conta com Carlos Augusto Strazzer, Luiz Carlos Tourinho, Othon Bastos, Lúcia Veríssimo, Norma Blum, Patrícia Lucchesi e Luiz Guilherme nos papéis principais.

## Enredo
Em 1945, Habib é um turco que, para fugir das lembranças da mulher e do filho mortos, leva a vida percorrendo pelo interior do Brasil como caixeiro-viajante – ou cometa, como era conhecida a profissão na época. Nessas andanças ele conhece Miguel, moço aventureiro e filho do diplomata Jorge, que fugiu de casa após começar a ter desejos por sua jovem madrasta Isabel. Para trás ele deixa Araci, seu grande amor, porém em seu encalço está Marcílio, empregado de seu pai enviado para traze-lo de volta pra casa.
Tal como um cometa, Habib passa por diversas cidades com seu novo  aprendiz espalhando toda sabedoria e experiência que a vida lhe proporcionou.

## Elenco
| Ator                    | Personagem                    |
| ----------------------- | ----------------------------- |
| Carlos Augusto Strazzer | Habib                         |
| Luiz Carlos Tourinho    | Miguel Ribeiro                |
| Othon Bastos            | Dr. Jorge Ribeiro             |
| Lúcia Veríssimo         | Isabel Ribeiro                |
| Norma Blum              | Teresa Ribeiro (em flashback) |
| Patrícia Lucchesi       | Araci                         |
| Luiz Guilherme          | Cabo Marcílio                 |

### Participações especiais
| Ator                  | Personagem    |
| --------------------- | ------------- |
| Edwin Luisi           | Pai de Isabel |
| Yara Lins             | Mãe de Isabel |
| Gésio Amadeu          | Eliseu        |
| Mika Lins             | Das Dores     |
| Flávio Guarnieri      | Nequinho      |
| José Rubens Chachá    | Germano       |
| Iara Jamra            | Rosa          |
| Tony Tornado          | Humberto      |
| Ana Maria Nascimento  | Clara         |
| Ulisses Bezerra       | Felipe        |
| Mário César Camargo   | Isaac         |
| Wilson Fragoso        | Joaquim       |
| Luiz Carlos Buruca    | Alberto       |
| Chico Martins         | Neco          |
| Christiane Tricerri   | Esther        |
| Maria do Carmo Soares | Helena        |
| Elizabeth Hartmann    | Beth          |
| Eugênia Di Domenico   | Beata         |
| Rogério Márcico       | Padre         |
| Javert Monteiro       | Padre         |
| Philipe Levy          | Padre         |
| Josmar Martins        | Fabiano       |
| J. França             | Dr. Guilherme |
| Mayana Blum           | Mariana       |
| Wilma de Paula        | Belmira       |